# 急性肝膵臓壊死症
急性肝膵臓壊死症 (きゅうせいかんすいぞうえししょう、Acute hepatopancreatic necrosis disease、AHPND) は、エビの養殖業に大きな影響を与える致死性の伝染病である。早期死亡症候群(Early Mortality Syndrom, EMS)と呼ばれる疾病の1つ。日本においては持続的養殖生産確保法における特定疾病とされている。

## 病原体
病原体は腸炎ビブリオ(Vibrio parahaemolyticus)などビブリオ属細菌のうち一部の毒素産生株。
潜伏期間は10日間程度、海水中での菌の生存期間は最長で18日間とされている。

## 感受性種
シロアシエビ、ウシエビ(ブラックタイガー)、コウライエビおよびクルマエビ。

## 発生状況
これまでに中国、ベトナム、マレーシア、タイ、メキシコ、フィリピン、日本で発生している。

### 日本での事例
2020年8月にタイから輸入し沖縄県大宜味村で養殖していたバナメイエビが大量死する事例があり、PCR検査により確定診断がなされた。